# Hohenfinow
Hohenfinow è un comune di 503 abitanti del Brandeburgo, in Germania.

Appartiene al circondario del Barnim ed è parte della comunità amministrativa di Britz-Chorin-Oderberg.